# 테런스 롱
테런스 던 롱(영어: Terrence Deon Long, 1976년 2월 29일 ~ )은 미국의 전 프로 야구 외야수이다. 좌투좌타이며, 신체 조건은 키 185 cm, 체중 86 kg이다. 메이저 리그 베이스볼(MLB) 팀 뉴욕 메츠, 오클랜드 애슬레틱스, 샌디에이고 파드리스, 캔자스시티 로열스, 뉴욕 양키스에서 모두 8시즌을 뛰었다. 2000년대 초반 머니볼로 대표되는 에이스의 중흥기를 이끈 선수들 중 한 명이다. 통산 기록은 890경기에 출전해 824안타, 69홈런, 376타점, 428득점, 227볼넷, 타율 .269이다.
앨라배마주 밀브룩에서 자라며 야구를 시작했다. 1994년 드래프트에서 뉴욕 메츠에 지명되었다. 마이너 리그를 거쳐 1999년 메이저 리그에 데뷔했으나, 기회를 얻지 못하고 그해 오클랜드 애슬레틱스로 트레이드되었다. 이듬해부터 에이스의 주전 외야수로 활약하기 시작했다. 데뷔 시즌에 올해의 신인 2위에 올랐으며, 2001년과 2002년에는 리그 전경기에 출장했다. 그러나 2003년 부진한 모습을 보이며 시즌 후 샌디에이고 파드리스로 트레이드되었고, 위치도 팀의 네 번째 외야수로 밀려났다. 1년 후 다시 캔자스시티 로열스로 트레이드되었다가, 이듬해 뉴욕 양키스에서 잠시 모습을 보인 이후 더 이상 뛰지 못하고 은퇴했다. 현재는 고향에서 유소년 야구 육성 지도를 하고 있다.

## 어린 시절
1976년 2월 29일 미국 앨라배마주 몽고메리에서 태어나, 옆 동네 밀브룩에서 자랐다. 그의 부모님은 롱이 아주 어렸을 때 이혼을 했다. 어머니 낸시 앤 롱은 첫 아이를 16살 때 가졌고, 테런스를 낳았을 당시는 24살이었다. 어머니가 학교를 졸업하고 집에서 2시간 거리의 헌츠빌에서 교도관으로 일하며 생계를 유지하는 동안, 할머니 소피아 피터슨이 롱과 그의 형들, 케이스와 하비에르 리처드를 키워냈다. 롱은 후일 "내가 지금 여기 있을 수 있는 이유는 모두 할머니 덕분이라고 생각한다. … 마약과 갱들로 가득찬 거리에서 할머니는 우리를 보호해주셨다."라고 말했다. 그의 할아버지 아델은 젊은 시절 그 지역 최고의 세미프로 투수였다고 한다.
그는 다른 프로 야구 선수들보다 비교적 늦은 나이인 13살에 야구를 시작했다. 그 이유는 롱 자신은 더 어릴 적부터 야구를 하고 싶어 했지만, 가난한 집안 사정이 그를 돕지 못했기 때문이었다. 그는 "가족들이 내가 하는 이야기에 관한 거라곤 온통 야구 뿐이었다고 말해요. 하지만 나는 그렇게 하지 못했죠. 왜냐하면 그걸 감당할 수 없었으니까요. 중학생이 될 때까지 내가 야구에 관한 했던 것이라곤 테니스공과 막대기를 가지고 노는 것이었어요. 나는 13살이 되어서야 내 글러브를 처음 가져봤어요."라고 이야기했다. 그가 야구를 시작하게 된 계기는 어느날 한 유스 리그 경기에서 코치가 선수들이 부족해 걱정하고 있었는데, 마침 경기장 주변을 배회하던 그에게 코치가 우연히 경기 출전을 권유하면서 부터라고 한다. 그는 그 경기에서 3이닝 동안 9삼진을 잡는 동시에 4안타를 쳤고, 그 이후 계속 야구를 하게 되었다고 한다. 스탠호프 엘모어 고등학교에 진학한 이후 대학교 장학금을 받기 위해 농구에 집중하려 했지만, 고등학교 마지막 해에 22경기 15홈런 60타점, .608의 고타율을 기록하면서 스카우트들의 관심을 받았다. 결국 1994년 메이저 리그 베이스볼 드래프트 1라운드(전체 20순위)에서 뉴욕 메츠의 두 번째 선수로 지명되었고, 그 후 약 2주 뒤 메츠와 50만 달러의 계약을 맺었다.

## 선수 경력

### 마이너 리그
고교 시절은 물론 입단할 당시에도 위치가 1루수였으나, 2루에서도 곧잘 적응하면서 넓은 수비 범위를 보여주자 팀에서는 아예 그를 외야수로 전향시켰다. 프로에서의 첫 시즌이었던 1994년, 메츠 산하 루키 리그 팀 애팔리치안 리그 킹즈포트 메츠에서 60경기에 출전해 50안타, 12홈런, 39타점, .233의 타율을 기록했다. 다음해에는 쇼트 시즌 A 뉴욕 펜 리그의 피츠필드 메츠와 싱글 A 사우스 애틀랜틱 리그 캐피털시티 봄버스에서 각각 50경기 이상 뛰며 두 리그 합산 106경기, 83안타, .227의 타율을 기록했다. 1996년에는 캐피털시티에서 123경기에 출전해 136안타, 12홈런, 78타점, 32도루, .288의 타율을 기록하며 예년보다 나은 성적을 보였다. 1996년 시즌 후 베이스볼 아메리카가 선정한 최고 100명의 유망주 가운데 63위에 이름을 올렸다. 1997년 시즌에는 싱글 A 어드밴스드 플로리다 스테이트 리그의 세인트루시 메츠에서 뛰며 126경기, 118안타, 8홈런, 24도루를 기록했고, 1998년에는 더블 A팀 이스턴 리그 빙엄턴 메츠에서 130경기, 135안타, 16홈런, 23도루, .297의 타율을 기록했다. 1998년 시즌 후 베이스볼 아메리카가 선정한 메츠 구단 내 유망주 순위에서 전체 5위에 올랐다.
1999년 4월 14일 플로리다 말린스와의 경기에서, 7회 말 메이저 리그에 대타로 데뷔해 안토니오 알폰세카를 상대로 삼진을 당했다. 이 해 메이저 리그에서 세 번 타석에 들어섰으나 삼진을 두 번, 병살타를 한 번 기록했으며, 주로 메츠 산하 트리플 A팀 인터내셔널 리그 노퍽 타이즈에서 뛰며 78경기, 7홈런, 14도루, 47타점, 타율 .326을 기록했다. 베이스볼 아메리카가 선정한 인터내셔널 리그 내 유망주 7위로 평가되었다. 7월 23일, 메츠 산하 더블 A팀 투수 레오 바스케스와 함께 좌완 투수 케니 로저스의 상대로 오클랜드 애슬레틱스에 트레이드되었다. 이적 후 오클랜드 산하 트리플 A팀 밴쿠버 캐나디안스에서 40경기 2홈런 7도루 21타점, 타율 .247을 기록했다. 롱은 이적 당시 심정에 대해 "일주일 동안은 내 라커 앞에 앉은 채 아무 말도 하지 않았다. 결국 플레이오프가 다가왔고, "이런 태도는 나에게 아무 도움이 되지 않아."라고 생각하며 스스로 깨우쳤다."라고 이야기했다. 이후 그는 포스트시즌 14경기에서 13타점, .304의 타율을 쳐냈고, 특히 트리플 A 월드 시리즈에서는 5경기, 10타점, .429로 시리즈 최우수 선수에 선정되었다.

### 오클랜드 애슬레틱스

#### 2000년
2000년 시즌 개막 당시에는 밴쿠버 캐나디안스에서 머무르면서 15경기 3홈런 15타점 .400의 타율을 기록했고, 4월 24일 메이저 리그에 승격되었다. 그날 바로 토론토 블루제이스와의 경기에 선발 출장해 데이비드 웰스를 상대로 개인 통산 첫 안타를 신고했다. 이어 다음날에는 블루제이스의 로이 할러데이를 상대로 메이저 리그 첫 홈런을 때려냈다. 이후 에이스의 주전 리드 오프 중견수로 자리잡았다. 5월 10일 경기 전 몸을 푸는 도중 얼굴에 팀 동료 프랭크 메네치노가 우연히 던진 공을 맞아 이가 휘어지는 부상을 당해 며칠간 결장했다. 부상 이후에는 내내 턱 보호대가 있는 헬멧을 착용했다. 6월 중후반에는 17경기 연속 안타를 쳐내며 오클랜드 신인 연속 경기 안타 타이 기록에 이름을 올렸다. 8월 24일 클리블랜드 인디언스와의 경기에서는 통산 첫 만루 홈런 및 개인 한 경기 최다 6타점을 쓸어담으며 팀의 11-7 승리를 이끌었다. 신인 시즌 최종 기록은 138경기에 출전해 168안타, 18홈런, 34개 2루타, 104득점, 80타점, 타율 .288이다. 특히 안타와 득점 부문은 오클랜드 신인 기록(안타는 타이)이었다.
2000년 소속팀 오클랜드 애슬레틱스는 91승 70패로 서부 지구 우승을 차지했고, 포스트시즌에 진출해 아메리칸 리그 디비전 시리즈에서 뉴욕 양키스와 맞붙었다. 테런스 롱은 3차전에서 솔로 홈런을 터뜨렸지만, 경기 막판 루이스 소호의 타구를 수비하던 중 부상을 당해 교체되었다. 디비전 시리즈 5경기 모두 출전했으나, 3안타, 1홈런, 3볼넷, 2삼진, 타율 .158로 부진했다. 소속팀 애슬레틱스 또한 2승 3패로 챔피언십 시리즈 진출에 실패했다. 포스트시즌 후 치러진 아메리칸 리그 올해의 신인상 투표에서 테런스 롱은 마무리 투수 사사키 가즈히로에 밀려 2위에 머물렀다. 하지만 플레이어스 초이스 어워드 AL 신인 부문 수상자에는 이름을 올렸다.

#### 2001년
2001년에는 시즌 중반까지 중견수로 출전하다가 우익수로, 그리고 마지막에는 좌익수로 위치 변경을 했다. O.co 콜리세움의 외야에는 오프 시즌 애슬레틱스 유니폼으로 갈아입고 좌익수를 맡다 중견수로 이동한 조니 데이먼과, 시즌 중에 트레이드로 팀에 들어와 우익수를 맡은 저메인 다이가 자리했다. 롱은 타순에서도 변화를 맞았다. 개막전에서는 7번을 맡았고, 이후 4~7번을 번갈아가며 출전했다. 시즌 중이던 8월 중순에, 구단과 2005년까지의 1억 1600만 달러 4년 계약에 합의했다. 2001년 기록은 같은 팀 유격수 미겔 테하다와 162경기를 모두 출장하면서 178안타, 12홈런, 37개 2루타, 90득점, 85타점, 타율 .283이다.
2001년 시즌 오클랜드 애슬레틱스는 102승 60패를 거두었으나, 같은 지구의 시애틀 매리너스가 116승을 거두면서 와일드카드로 포스트시즌에 진출했다. 오클랜드가 속한 지구 이외의 다른 다섯 지구 우승팀들 중 에이스보다 많은 승수를 기록한 팀은 없었다. 애슬레틱스는 디비전 시리즈에서 양키스와 재대결을 했다. 롱은 1차전에서 두 개의 홈런을 터뜨리며 팀의 5-3 승리를 이끌었다. 이은 3차전에서는 팀이 1-0으로 지고 있는 상황에서, 2아웃 1루 주자 제레미 지암비가 출루한 가운데 타석에 들어서 외야 우측으로 타구를 날려보냈다. 하지만 이 때 3루를 돌고 홈으로 들어오던 지암비가 데릭 지터의 유명한 '더 플립'(The Flip) 플레이로 아웃을 당했고, 에이스는 그 점수 그대로 패배했다. 5차전 시리즈에서 2연승 뒤 3연패를 당하며 에이스는 2년 연속 챔피언십 시리즈 진출에 실패했다. 롱은 시리즈 5경기, 7안타, 2홈런, 3타점, 타율 .389를 기록했다.

#### 2002년
2002년 시즌에 롱은 주로 팀의 하위 타선 6~8번을 맡았으며, 작년 팀의 중견수를 맡았던 조니 데이먼이 1년만에 다른 팀으로 이적하면서 다시 팀의 주전 중견수로 복귀했다. 최근 2년과 다르게 시즌 초반에 1할 후반 대의 타율을 치며 더딘 타격감을 보였다. 이후 타율이 2할 초반 대로 상승했지만, 시즌 중 최고 타율이 7월 말과 8월 초의 2할 5푼 대일 정도로 최근 2년과 같지 않은 모습을 보여주었다. 8월 7일, 펜웨이 파크에서 펼쳐진 보스턴 레드삭스와의 경기에서 중견수로 출전해 9회말 2아웃 우중간 담장을 넘어갈 듯한 매니 라미레스의 타구를 잡아내며 팀의 한 점 차 승리를 지켜냈다. 8월 초에 47타수 4안타로 부진했다가, 이 달 18일 시카고 화이트삭스와의 경기에서 2홈런으로 팀의 7-4 승리를 이끌며 회복되려는 모습도 보였다. 9월 19일, 애슬레틱스와 함께 아메리칸 리그 서부 공동 1위를 하고 있던 애너하임 에인절스와의 경기에서 동점 상황이던 6회말 결승 2점 역전 홈런을 터뜨리면서 팀의 5-3 승리를 이끌었다. 이 경기로 에이스는 시즌 막판 지구 단독 1위로 올라섰고, 그대로 지구 우승을 차지했다. 롱의 2002년 시즌 기록은 2년 연속 테하다와 함께 전경기 출장 기록을 세웠으나, 141안타, 16홈런, 32개 2루타, 71득점, 67타점, .240의 타율로 예년보다 부진했다.
2002년의 애슬레틱스는 시즌 중반 AL 리그 기록인 20연승을 질주하며 지구 우승을 차지, 플레이오프에 진출했다. 디비전 시리즈에서 미네소타 트윈스와 맞붙었으나, 최종 전적 2승 3패로 3년 연속 상위 시리즈 진출에 실패했다. 롱은 3차전에서 홈런 한 개를 때려낸 것을 제외하고는, 별다른 활약을 보이지 못했다. 시리즈 성적은 5경기, 3안타, 1홈런, 1타점, 타율 .167이다.

#### 2003년
오프 시즌에 애슬레틱스에 크리스 싱글턴이 들어와 중견수를 맡게 되면서, 롱은 다시 좌익수로 돌아갔다. 작년 시즌의 부진을 그는 잦은 위치 변경에 따른 적응과 홈런 생산을 위한 지나친 당겨치기의 결과가 가져온 것이라고 보고 성적을 다시 끌어올리려 애썼다. 팀에는 롱이 이적하기 전부터 감독직에 있었던 아트 하우 대신 그 아래에서 벤치 코치를 맡고 있던 켄 마카가 새로 임명되어 팀을 이끌게 되었다. 롱은 5월 초 우익수 다이가 부상으로 빠져있을 때 그 빈자리를 대신 채우기도 했다. 5월 9일, 양키스와의 경기에서 크리스 해먼드를 상대로 2점짜리 인사이드 더 파크 홈런을 때려내며 팀의 7-2 승리를 이끌었다. 6월 5일 플로리다 말린스와의 경기에서 출전하지 않으면서, 그 전날 경기를 마지막으로 2000년부터 이어오던 롱의 연속 경기 출장 기록은 456경기에서 끝이 났다. 9월 2일 경기에서 4타수 3삼진으로 부진했고, 세 번째 삼진을 당한 순간에 주심 마빈 허드슨에게 강하게 항의하다 퇴장을 당했다. 며칠 뒤에 4경기 출장 정지 및 벌금 처분을 받았다. 2003년 롱의 시즌 기록은 140경기에서 119안타, 14홈런, 22개 2루타, 61타점, 64득점, 타율 .245이다. 오클랜드에 있던 4년 중에 가장 저조한 안타 개수를 기록했다.
오클랜드 애슬레틱스는 작년에 비해 전력이 약화된 2003년 시즌, 96승 66패로 분전하며 2위 매리너스를 세 경기 차 따돌리고 지구 1위에 올랐다. 디비전 시리즈에서 애슬레틱스는 와일드카드를 받은 레드삭스와 만났다. 에이스는 시리즈 2승 3패로 4년 연속 디비전 시리즈에 머무르는 아픔을 겪었고, 롱은 5차전 9회말 2아웃 주자가 있는 상황에서 타석에 들어서서 데릭 로에게 삼진을 당해, 시리즈 마지막 타자로 기록되었다. 시리즈 성적은 4경기, 8타수, 2안타, 1볼넷, 타율 .250이다.
새로운 마카 감독의 스타일과 출장 횟수에 불만을 가졌던 롱은, 시즌 후 다른 팀으로의 트레이드를 원했다. 11월 26일, 샌디에이고 파드리스의 외야수 마크 캇세이와 애슬레틱스의 롱, 그리고 포수 라몬 에르난데스와의 트레이드가 성사되었다.

### 샌디에이고 파드리스
파드리스로의 이적 이후, 롱은 지난 2년 간의 부진을 만회하길 원했고, 그의 위치는 샌디에이고 제4의 외야수였다. 그는 "(지난 2년 간의 부진은) 받아들일 수 없는 것이다. … 그러나 또한 내가 감당해야 하는 것이다. … 특히 내셔널 리그에서 대타로든 더블 스위치로든 뛸 수 있는 기회는 많다. … 이기기 위해 내가 할 수 있는 최선을 다할 것이다."라고 말했다. 2004년 시즌 모두 136경기에 출전했는데, 선발 출장한 경기는 57번에 불과했고, 경기 중후반에 대타로 기용된 적이 더 많았다. 혹은 플래툰으로 제이 페이턴 대신 종종 중견수로 경기에 나왔다. 6월 23일, 애리조나 다이아몬드백스와의 경기에서 9회 끝내기 홈런으로 팀의 4-3 승리를 이끌었는데, 이는 227타수만에 나온 홈런이자 자신의 시즌 첫 홈런이었다. 시즌 313타석에서 85안타, 3홈런, 19개 2루타, 28타점, 31득점, 타율 .295를 기록했다. 홈런은 줄어들었으나, 대타로 나섰을 때의 타율은 3할 중반 대로 팀에 필요한 역할을 해주었다.
시즌 후인 11월 8일, 캔자스시티 로열스와 샌디에이고 파드리스 사이의 트레이드가 이루어졌다. 롱과 투수 데니스 탱커슬리가 로열스로, 투수 대럴 메이, 라이언 부크비치가 파드리스로 각각 이적했다.

### 캔자스시티 로열스
2005년 시즌 롱은 캔자스시티 로열스의 주전 좌익수를 맡았으며, 타순은 2번을 제일 많이 봤으나 시즌 내내 1~9번을 모두 경험했다. 8월 중순 로열스가 19연패를 당하면서, 롱은 1900년 이후 메이저 리그에서 20연승과 20연패를 모두 경험하는 유일무이한 선수가 될 뻔하기도 했다. 이번 시즌 롱의 기록은 137경기에 출전해 127안타, 6홈런, 21개 2루타, 53타점, 62득점, 타율 .279이다. 시즌 후 자유 계약 선수 자격을 취득했으며, 다시 계약하지 않고 팀을 떠났다.

### 뉴욕 양키스
롱은 자유 계약 선수 자격을 행사했으나, 계약할 팀을 찾지 못하다가 2006년 3월 27일 신시내티 레즈와 마이너 리그 계약을 맺었다. 레즈 산하 트리플 A팀 인터내셔널 리그 루이빌 배츠에서 15경기만을 뛰며 11안타, 6타점, .229의 타율을 기록했고, 5월 5일 방출되었다. 같은 달 18일 뉴욕 양키스와 마이너 리그 계약을 맺었다. 5월 21일 메이저 리그에 승격되어, 다음날인 22일부터 경기에 출전했으나, 6월 5일 경기가 메이저 리그에서의 마지막이 되었다. 양키스 산하 트리플 A팀 인터내셔널 리그 콜럼버스 클리퍼스에서는 69경기, 72안타, 10홈런, 38타점, 타율 .277를 기록했다. 시즌 후 자유 계약 선수가 되었으며, 더 이상 선수 생활을 하지 않고 잠정적으로 은퇴했다.

## 사생활
오클랜드 애슬레틱스에서 뛰던 당시인 2002년 11월에 라트레사와 결혼했다. 자녀로는 잘론과 키린이 있다. 잘론은 현재 앨라배마 주에서 유망주 투수로 꼽히고 있다. 롱은 은퇴 후 현재 고향 앨라배마주 몽고메리에서 살면서 유소년 야구 선수들을 육성하는 '퓨처 프로스펙츠 아카데미'(Future Prospects Academy)를 운영하고 있다.
선수 시절 롱의 에이전트는 케이시 클로즈였다. 롱의 오른팔에는 그의 할머니 소피아 피터슨과 그의 형제들 이름이 문신으로 새겨져 있다.